# Дискаверер-12
Дискаверер-12 (англ. Discoverer 12) (KH-1 9, Corona 12) — американский космический аппарат. Аппарат из серии разведывательных спутников KH-1, запускавшихся по программе CORONA.

## Конструкция
Дискаверер-12 отличался от серийных аппаратов KH-1 и был предназначен для разработки и совершенствования методов запуска, движения, связи и орбитальные характеристик
Спутник был неотделяемым от второй ступени «Аджена» и вместе с ней составлял 5,73 метра в длину и 1,52 метра в диаметре. Корпус изготовлен из магниевого сплава. Полезная аппаратура массой 136 кг располагалась в носовом обтекателе. В самой передней части спутника располагалась возвращаемая капсула массой 88 кг. Капсула имела вид полусферы с диаметром 84 см и длиной 69 см.
В отличие от серийных разведывательных спутников на Дискаверере-12 не было фотокамеры. Вместо неё была установлена телеметрическая аппаратура для контроля за состоянием аппарата. Были добавлены доплеровский маяк и световые огни, установленные на корпусе «Аджены» для отслеживания цели.

## Запуск
Запуск Дискаверера-12 прошёл неудачно. Сбой системы управления второй ступени ракеты-носителя «Аджена».